# Jervis Bay

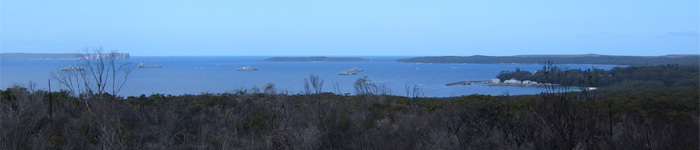
Jervis Bay med 10 fartyg ur Royal Australian Navy, 6 februari 2006. Vid horisonten syns Bowen Island och Point Perpendicular.

Jervis Bay är en stor bukt som avgränsas av delstaten New South Wales och Jervis Bay Territory. Flottbasen HMAS Creswell ligger mellan Jervis Bay Village och Greenpatch Point i Jervis Bay Territory.